# 2014 en Égypte
Chronologie de l'Égypte
- 2010
- 2011
- 2012
- 2013
- 2014
- 2015
- 2016
- 2017
- 2018

Cet article présente les faits marquants de l'année 2014 en Égypte.

## Évènements
- L'insurrection du Sinaï se poursuit.
- 14 et 15 janvier : la nouvelle Constitution est adoptée par référendum constitutionnel.
- 24 février : le gouvernement Hazem el-Beblawi démissionne.
- 25 février : Ibrahim Mahlab est désigné pour former un nouveau gouvernement.
- 1er mars : le gouvernement Ibrahim Mahlab entre en fonction.
- 24 mars : plus de 500 Frères musulmans sont condamnés à mort[1]
- 26 et 27 mai : élection présidentielle remportée par Abdel Fattah al-Sissi, qui est investi le 8 juin.